# Magyar sakkbajnokság
Az első magyar sakkbajnokságot 1906-ban Győrben rendezték meg. A Magyar Sakkszövetség megalakulásáig (1911) a bajnokságnak nem volt hivatalos rendező szerve.
A bajnokságot legtöbbször a fővárosban, Budapesten bonyolították le. A hivatalos számozás a második világháború utántól kezdődik, a korábbiakat 'p' betűvel jelöltük. A háború előtti magyar bajnokságok elnevezése „nemzeti mesterverseny”, több esetben külföldi résztvevők meghívásával, ezek elnevezése „nemzetközi mesterverseny”.
A versenyek résztvevői az 1960-as évekig meghívás alapján álltak össze. A meghívásnál figyelembe vették az előző időszak kiemelkedő eredményeit. A bajnokságok helyezettjeit vették figyelembe a nemzetközi csapatversenyek, olimpiai csapatok összeállításánál. A háború után a bajnokságokon elért eredmény alapján lehetett kvalifikációt szerezni a világbajnoki zónaversenyekre is. Az 1960-as évektől a bajnokság döntőjében való részvételt felmenő rendszerű versenysorozatok eredményei alapján lehetett kiharcolni. A felmenő rendszerű versenysorozat magába foglalta a szakosztályi bajnokságokat, a városi, megyei bajnokságokat, a magyar bajnoki elődöntőket és középdöntőket.
Az 1980-as évektől a hagyományos bajnoki döntő mellett (vagy helyett) nyílt bajnokságokat szerveztek, amelyek svájci rendszerben zajlottak le. Ezeken bárki elindulhatott minősítéstől függetlenül. E versenyeken külföldi játékosok is indulhattak, és a legjobb magyar helyezések alapján állapították meg a magyar bajnoki dobogósokat.

## Férfi győztesek és érmesek
| #   | Év          | Helyszín       | Győztes                      | 2. helyezett                                 | 3. helyezett                           | Megjegyzés |
| --- | ----------- | -------------- | ---------------------------- | -------------------------------------------- | -------------------------------------- | --- |
| 01p | 1906        | Győr           | Balla Zoltán                 | Barász Zsigmond                              | Bródy Miklós                           | Az első és második helyezett között holtverseny alakult ki, amit páros mérkőzésen döntöttek el, így lett az ezt megnyerő Balla Zoltáné a bajnoki cím. |
| 02p | 1907        | Budapest       | Forgács Leó                  | Székely Jenő Abonyi István                   |                                        | A 2. helyért páros mérkőzést kellett volna játszani, erre azonban Abonyi István többszöri halasztási kérelme miatt nem került sor. |
| 03p | 1911        | Budapest       | Balla Zoltán Barász Zsigmond |                                              | Bródy Miklós Sterk Károly Székely Jenő | A holtversenyek eldöntéséről nem áll rendelkezésre információ. |
| 04p | 1912        | Temesvár       | Breyer Gyula                 | Asztalos Lajos                               | Balla Zoltán Merényi Lajos             | A 3–4. helyen előállt holtversenyt nem döntötték el, a díjat megosztva kapták. |
| 05p | 1913        | Debrecen       | Asztalos Lajos               | Réti Richárd Sterk Károly                    |                                        | A 2–3. helyen előállt holtversenyt nem döntötték el, a díjat megosztva kapták. |
| 06p | 1922        | Budapest       | Havasi Kornél                | Balogh János                                 | Steiner Endre Schweiger József         | A 3–4. helyen előállt holtversenyt nem döntötték el, a díjat megosztva kapták. |
| 07p | 1924        | Győr[1]        | Nagy Géza                    | Dawid Przepiórka                             | Asztalos Lajos                         | Ezt a versenyt több szakirodalom nem sorolja a magyar bajnokságok közé. |
| 08p | 1928        | Budapest       | Vajda Árpád                  | Havasi Kornél Steiner Endre Zinner Sándor    |                                        | A 2–4. helyen előállt holtverseny eldöntésének módjáról nem áll rendelkezésre információ. Előzetesen az első három helyezettet nevezték meg a hágai sakkolimpián részt vevő csapat tagjainak (Maróczy Géza mellé), ebből az következtethető, hogy Zinner Sándor végzett a 4. helyen.                 |
| 09p | 1931[2]     | Budapest       | Steiner Lajos                | Sterk Károly                                 | Lilienthal Andor                       | |
| 10p | 1932[3]     | Budapest[1]    | Maróczy Géza                 | Esteban Canal[4]                             | Steiner Endre                          | |
| 11p | 1933[5]     | Budapest[1]    | Esteban Canal                | Réthy Pál                                    | Lilienthal Andor                       | |
| 12p | 1934        | Budapest[1]    | Erich Eliskases              | Lilienthal Andor Réthy Pál                   |                                        | A 2–3. helyen előállt holtverseny eldöntésének módjáról nem áll rendelkezésre információ. |
| 13p | 1935[6]     | Tatatóváros[1] | Szabó László                 | Albert Becker Gereben Ernő                   |                                        | A 2–3. helyen előállt holtverseny eldöntésének módjáról nem áll rendelkezésre információ. |
| 14p | 1936[7]     | Budapest[1]    | Miguel Najdorf Steiner Lajos |                                              | Steiner Endre                          | Az 1–2. helyen előállt holtverseny eldöntéséről nincs információ, a magyar bajnoki címet Steiner Lajos szerezte meg. |
| 15p | 1937[8]     | Budapest       | Szabó László                 | Gereben Ernő Havasi Kornél                   |                                        | A 2–3. helyen előállt holtverseny eldöntéséről nincs információ. |
| 16p | 1939        | Budapest       | Szabó László                 | Barcza Gedeon                                | Réthy Pál                              | |
| 17p | 1941[9]     | Budapest       | Füstér Géza                  | Barcza Gedeon Réthy Pál                      |                                        | A 2–3. helyen előállt holtverseny eldöntéséről nincs információ. A győztes az ebben az évben első alkalommal átadott Maróczy-vándorserleget kapta. |
| 18p | 1942[10]    | Budapest       | Barcza Gedeon                | Füstér Géza                                  | Tipary Lajos                           | |
| 19p | 1943[11]    | Diósgyőr       | Barcza Gedeon                | Füstér Géza                                  | Asztalos Lajos                         | Barcza Gedeon a Maróczy-vándordíj utolsó védője.[12] |
| 01  | 1945[13]    | Budapest       | Flórián Tibor                | Füstér Géza Sebestyén Béla                   |                                        | A 2–3. helyen előállt holtverseny eldöntéséről nincs információ.[14] |
| 02  | 1946[15]    | Budapest       | Szabó László                 | Gereben Ernő                                 | Bakonyi Elek                           | A 2–3. helyen előállt holtversenyben a Sonneborn–Berger-számítás döntött.[16] |
| 03  | 1947[17]    | Budapest       | Barcza Gedeon                | Benkő Pál                                    | Szily József                           | A 2–3. helyen előállt holtversenyben a Sonneborn–Berger-számítás döntött.[18] |
| 04  | 1948[19]    | Budapest       | Benkő Pál                    | Gereben Ernő                                 | Tipary Lajos                           | A 2–3. helyen előállt holtversenyben a Sonneborn–Berger-számítás döntött.[20] |
| 05  | 1950(1)[21] | Budapest       | Barcza Gedeon                | Kőberl Ferenc                                | Pogáts József, Szilágyi György         | A 3–4. helyen előállt holtverseny eldöntéséről nincs információ. Egyes források szerint Pogáts József lett a bronzérmes. |
| 06  | 1950(2)     | Budapest       | Szabó László                 | Barcza Gedeon                                | Benkő Pál                              | |
| 07  | 1951[22]    | Budapest       | Barcza Gedeon                | Szabó László                                 | Bakonyi Elek                           | |
| 08  | 1952        | Budapest       | Szabó László                 | Barcza Gedeon                                | Tipary Lajos                           | |
| 09  | 1953[23]    | Budapest       | Sándor Béla                  | Kluger Gyula                                 | Barcza Gedeon                          | A 3–4. helyen Barcza Tipary Lajossal volt holtversenyben, köztük a Sonneborn–Berger-számítás döntött.[24] |
| 10  | 1954        | Budapest       | Szabó László                 | Benkő Pál                                    | Barcza Gedeon                          | A 3–4. helyen Barcza Bély Miklóssal volt holtversenyben, köztük a Sonneborn–Berger-számítás döntött.[25] |
| 11  | 1955        | Budapest       | Barcza Gedeon                | Szabó László                                 | Szilágyi György                        | A 3–4. helyen Szilágyi György Benkő Pállal volt holtversenyben, köztük a Sonneborn–Berger-számítás döntött.[26] |
| 12  | 1957[27]    | Budapest       | Barcza Gedeon                | Benkő Pál                                    | Bilek István                           | A 2–3. helyen holtverseny állt elő, amelyben a Sonneborn–Berger-számítás döntött.[28] |
| 13  | 1958(1)[29] | Budapest       | Portisch Lajos               | Honfi Károly                                 | Barcza Gedeon                          | A 3–4. helyen Barcza Forintos Győzővel volt holtversenyben, köztük a Sonneborn–Berger-számítás döntött.[30] |
| 14  | 1958(2)[31] | Budapest       | Portisch Lajos               | Szabó László                                 | Barcza Gedeon                          | Az élen hármas holtverseny alakult ki, amelyet hármas körmérkőzésen döntöttek el, ez alapján alakult ki a végeredmény.[32] |
| 15  | 1959[33]    | Budapest       | Szabó László                 | Barcza Gedeon                                | Portisch Lajos                         | Az élen hármas holtverseny alakult ki, amelyet hármas körmérkőzésen döntöttek el, ez alapján alakult ki a végeredmény.[34] |
| 16  | 1961[35]    | Budapest       | Portisch Lajos               | Szabó László                                 | Haág Ervin                             | Az 1–2. helyen holtverseny alakult ki, és a bajnoki cím eldöntésére négyjátszmás páros mérkőzést váltottak, amelyen Portisch Lajos győzött.[36] |
| 17  | 1962[37]    | Budapest       | Portisch Lajos               | Lengyel Levente                              | Szabó László                           | Az 1–2. helyen holtverseny alakult ki, és a bajnoki cím eldöntésére hatjátszmás páros mérkőzést váltottak, amelyen Portisch Lajos győzött.[38] |
| 18  | 1963        | Budapest       | Bilek István                 | Bárczay László Lengyel Levente               |                                        | A 2–3. helyen előállt holtverseny eldöntéséről nincs információ. |
| 19  | 1964        | Budapest       | Portisch Lajos               | Szabó László                                 | Lengyel Levente                        | |
| 20  | 1965(1)     | Budapest       | Bilek István                 | Dely Péter                                   | Honfi Károly                           | A 2–3. helyen előállt holtversenyt a Sonneborn–Berger-számítás alapján döntötték el. |
| 21  | 1965(2)     | Budapest       | Portisch Lajos               | Honfi Károly                                 | Bárczay László                         | |
| 22  | 1966        | Budapest       | Barcza Gedeon                | Haág Ervin                                   | Tompa János                            | |
| 23  | 1967–68     | Budapest       | Szabó László                 | Barcza Gedeon                                | Haág Ervin                             | |
| 24  | 1968–69     | Budapest       | Forintos Győző               | Portisch Lajos                               | Bilek István Dely Péter Szabó László   | A 3–5. helyen előállt holtverseny eldöntéséről nincs információ. |
| 25  | 1969        | Budapest       | Dely Péter                   | Forintos Győző                               | Csom István Barcza Gedeon              | A 3–4. helyen előállt holtverseny eldöntéséről nincs információ. |
| 26  | 1970        | Budapest       | Bilek István                 | Polgár István                                | Kluger Gyula Adorján András            | A 3–4. helyen előállt holtverseny eldöntéséről nincs információ. |
| 27  | 1971        | Budapest       | Portisch Lajos               | Ribli Zoltán                                 | Bilek István Adorján András Tóth Béla  | A 3–5. helyen előállt holtverseny eldöntéséről nincs információ. |
| 28  | 1972        | Budapest       | Csom István                  | Adorján András Ribli Zoltán                  |                                        | A 2–3. helyen előállt holtversenyt nem döntötték el, mindkét versenyző ezüstérmet kapott. |
| 29  | 1973        | Budapest       | Ribli Zoltán                 | Adorján András                               | Csom István                            | Az élen hármas holtverseny alakult ki, amelyet kétfordulós körmérkőzésen döntöttek el, ez alapján alakult ki a végeredmény. |
| 30  | 1974        | Budapest       | Ribli Zoltán                 | Sax Gyula                                    | Adorján András                         | |
| 31  | 1975        | Budapest       | Portisch Lajos               | Ribli Zoltán                                 | Adorján András Sax Gyula               | A 3–4. helyen előállt holtverseny eldöntéséről nincs információ. |
| 32  | 1976        | Budapest       | Sax Gyula                    | Csom István                                  | Vadász László                          | A 3–5. helyen előállt holtversenyben a Sonneborn–Berger-számítás alapján a bronzérmet Vadász László kapta. (4. Adorján András 5. Ribli Zoltán) |
| 33  | 1977        | Budapest       | Sax Gyula Ribli Zoltán       |                                              | Portisch Ferenc                        | Az 1–2. helyen előállt holtversenyt nem döntötték el, mindkét versenyző aranyérmet kapott. |
| 34  | 1978        | Budapest       | Pintér József                | Rigó János                                   | Petrán Pál                             | A 3–5. helyen előállt holtversenyben a Sonneborn–Berger-számítás alapján a bronzérmet Petrán Pál kapta. (4. Faragó Iván 5. Grószpéter Attila) |
| 35  | 1979        | Budapest       | Pintér József                | Faragó Iván Hazai László Lukács Péter        |                                        | A 2–4. helyen előállt holtverseny eldöntéséről nincs információ. |
| 36  | 1980        | Budapest       | Lukács Péter                 | Horváth Tamás                                | Hazai László Grószpéter Attila         | A 3–4. helyen előállt holtverseny eldöntéséről nincs információ. |
| 37  | 1981        | Budapest       | Portisch Lajos               | Faragó Iván                                  | Ribli Zoltán                           | Az első szuperbajnokság. A 3–4. helyen előállt holtversenyben a Sonneborn–Berger-számítás alapján a bronzérmet Ribli Zoltán kapta. (4. Pintér József) 1. nyílt bajnokság: 1. Grószpéter Attila 2–3. Puschmann László, Lengyel Béla                                                                   |
| 38  | 1982        | Budapest       | Schneider Attila             | Horváth Tamás                                | Lukács Péter                           | Az 1–2. helyen előállt holtversenyben a Sonneborn–Berger-számítás alapján az aranyérmet Schneider Attila kapta. |
|     | 1983        |                |                              |                                              |                                        | Csak nyílt bajnokságot rendeztek, amelyet Utasi Tamás nyert meg.[39] 2-7. Portisch Ferenc, Rajna György, Cserna László, Rigó János, Szilágyi Péter, Karsa László |
| 39  | 1984        | Budapest[40]   | Adorján András               | Grószpéter Attila Portisch Lajos Faragó Iván |                                        | 2. szuperbajnokság A 2–4. helyen előállt holtversenyben a Sonneborn–Berger-számítás alapján Grószpéter és Portisch holtversenyben a 2–3. helyen végeztek. A nyílt bajnokságot Károlyi Tibor nyerte. (Az 1–3. helyen végzett még Kállai Gábor és Karsa László)                                        |
|     | 1985        |                |                              |                                              |                                        | Csak nyílt bajnokságot rendeztek, amelyet Perényi Béla nyert meg. 2. Karsa László 3. Horváth Csaba |
| 40  | 1986        | Budapest       | Faragó Iván                  | Hazai László                                 | Polgár Zsuzsa                          | A 2–3. helyen előállt holtversenyben a Sonneborn–Berger-számítás alapján az ezüstérmet Hazai László kapta, Polgár Zsuzsa a férfi mezőnyben bronzérmes lett. |
|     | 1987        |                |                              |                                              |                                        | Csak nyílt bajnokságot rendeztek, amelyet Horváth József nyert meg. 2. Horváth Gyula 3. Orsó Miklós |
|     | 1988        |                |                              |                                              |                                        | Csak nyílt bajnokságot rendeztek, amelyet Perényi Béla nyert meg. 2. Horváth Csaba 3. Fehér Gyula |
| 41  | 1989        | Budapest       | Schneider Attila             | Lukács Péter                                 | Tolnai Tibor                           | A nyílt bajnokságon 1. Utasi Tamás |
|     | 1990        |                |                              |                                              |                                        | Csak nyílt bajnokságot rendeztek, amelyen az 1–3. helyen Vidéki Sándor, Petrán Pál és Orsó Miklós. |
| 42  | 1991        | Budapest       | Polgár Judit[41]             | Adorján András                               | Sax Gyula                              | A 3. szuperbajnokság. A 2–3. helyen előállt holtversenyben a Sonneborn–Berger-számítás alapján az ezüstérmet Adorján András kapta, Sax Gyula bronzérmes lett. A nyílt bajnokságon 1. Vidéki Sándor                                                                                                   |
| 43  | 1992        | Budapest       | Adorján András               | Csernyin Alexander                           | Horváth József                         | A 2–5. helyen előállt holtversenyben a Sonneborn–Berger-számítás alapján alakult ki az érmesek sorrendje. (A holtversenyesek közül a 4. helyezett Faragó Iván, az 5. helyezett Almási Zoltán lett.) Nyílt bajnokság: 1. Tolnai Tibor 2. Lékó Péter                                                   |
| 44  | 1993        | Gyula          | Adorján András               | Grószpéter Attila                            | Almási Zoltán                          | A 2–3. helyen előállt holtversenyben a Sonneborn–Berger-számítás alapján alakult ki az érmesek sorrendje. Nyílt bajnokság: 1. Horváth József 2. Tompa János 3. Horváth Gyula |
|     | 1994        |                |                              |                                              |                                        | Csak nyílt bajnokságot rendeztek, amelyet Horváth József nyert meg. |
| 45  | 1995(1)[42] | Budapest       | Horváth Csaba                | Grószpéter Attila                            | Horváth József                         | A 3–6. helyen előállt holtversenyben a Sonneborn–Berger-számítás alapján a bronzérmet Horváth József kapta. (A holtversenyesek közül 4. Ruck Róbert, 5. Varga Zoltán, 6. Adorján András). |
| 46  | 1995(2)     | Budapest       | Almási Zoltán                | Gyimesi Zoltán                               | Tolnai Tibor                           | A 3–4. helyen előállt holtversenyben a Sonneborn–Berger-számítás alapján a bronzérmet Tolnai Tibor kapta, Fogarasi Tibor a 4. helyet szerezte meg. Nyílt bajnokság: 1. Grószpéter Attila 2. Varga Zoltán 3. Vidéki Sándor                                                                            |
| 47  | 1996        | Budapest       | Varga Zoltán                 | Horváth Csaba                                | Lukács Péter                           | Az 1–6. helyezett között(!) holtverseny alakult ki, a végső sorrendet a Sonneborn–Berger-számítás döntötte el. (A további holtversenyesek közül 4. Gyimesi Zoltán, 5. Horváth József, 6. Fogarasi Tibor.) Nyílt bajnokság: 1. Tolnai Tibor 2. Fogarasi Tibor 3. Lukács Péter                         |
| 48  | 1997        | Budapest       | Almási Zoltán                | Csernyin Alexander                           | Lékó Péter                             | 4. szuperbajnokság A 2–3. helyezett között holtverseny alakult ki, az érmek sorsát a Sonneborn–Berger-számítás döntötte el. Nyílt bajnokság: 1. Horváth Csaba 2. Fogarasi Tibor |
| 49  | 1998        | Budapest       | Horváth Csaba                | Ruck Róbert                                  | Faragó Iván Izsák Gyula                | Kieséses rendszerű bajnokság. Az elődöntő két vesztese holtversenyes 3. helyezést szerzett. Nyílt bajnokság: 1. Varga Zoltán 2. Faragó Iván 3. Gyimesi Zoltán |
| 50  | 1999        | Lillafüred     | Almási Zoltán                | Sax Gyula                                    | Varga Zoltán                           | A 2–3. helyezett között holtverseny alakult ki, az érmek sorsát a Sonneborn–Berger-számítás döntötte el. Nyílt bajnokság: 1. Kustár Sándor 2. Varga Zoltán 3. Pálkövi József |
| 51  | 2000        | Budapest       | Almási Zoltán                | Gyimesi Zoltán                               | Varga Zoltán Csernyin Alexander        | Kieséses rendszerű bajnokság. Az elődöntő két vesztese holtversenyes 3. helyezést szerzett. |
|     | 2001        |                |                              |                                              |                                        | Csak nyílt bajnokságot rendeztek, amelyet Varga Zoltán nyert meg. 2. Horváth Ádám 3. Horváth Csaba |
| 52  | 2002        | Balatonlelle   | Ruck Róbert                  | Ács Péter                                    | Cao Sang[43]                           | A verseny két hatfős csoportban indult, majd az érmekért a csoportok első két helyezettje kieséses rendszerben két-két partit játszott. (Döntetlen esetén rapid, majd villámjátszmák döntöttek.) A döntőben Ruck-Ács 4-2 (1:1, 1:1, 2:0) négy döntetlen után. A harmadik helyért Cao-Berkes 1,5-0,5. |
| 53  | 2003        | Hévíz          | Almási Zoltán                | Ruck Róbert                                  | Portisch Lajos                         | A 2–3. helyezett között holtverseny alakult ki, az érmek sorsát a Sonneborn–Berger-számítás döntötte el. Nyílt bajnokság: 1. Sax Gyula 2. Jaab Attila 3. Petrán Pál |
| 54  | 2004        | Budapest       | Berkes Ferenc                | Gyimesi Zoltán                               | Almási Zoltán                          | A 2–3. helyezett között holtverseny alakult ki, az érmek sorsát a Sonneborn–Berger-számítás döntötte el. Nyílt bajnokság: 1. Bérczes Csaba 2. Sax Gyula 3. Horváth Péter |
| 55  | 2005        | Kazincbarcika  | Gyimesi Zoltán               | Almási Zoltán                                | Ruck Róbert                            | Az 1–2. és a 3–6. helyezettek között holtverseny alakult ki, a sorrendet a Sonneborn–Berger-számítás döntötte el. (A további holtversenyesek közül 4. Balogh Csaba, 5. Berkes Ferenc, 6. Erdős Viktor). Nyílt bajnokság: 1. Sax Gyula                                                                |
| 56  | 2006        | Székesfehérvár | Almási Zoltán                | Balogh Csaba                                 | Gyimesi Zoltán                         | A 2–3. helyezett között holtverseny alakult ki. Az érmek sorsáról elsősorban a Sonneborn–Berger-számítás döntött, ami egyenlőséget mutatott. Végül a teljesítmény-mutatók közötti különbség döntött Balogh Csaba javára. A nyílt bajnokságon 1. Gonda László 2. Faragó Iván 3. Varga Zoltán          |
| 57  | 2007        | Budapest       | Berkes Ferenc                | Horváth Ádám                                 | Horváth József                         | Kieséses rendszerű bajnokság. A 3. helyért Horváth József győzött Hoang Thanh Trang ellen. Nyílt bajnokság: 1. Medvegy Zoltán 2. Prohászka Péter 3. Horváth Péter[44] |
| 58  | 2008        | Nyíregyháza    | Almási Zoltán                | Balogh Csaba                                 | Ruck Róbert                            | Kieséses rendszerű bajnokság. A 3. helyért Ruck Róbert győzött Kovács Gábor ellen. Nyílt bajnokság: 1. Erdős Viktor |
| 59  | 2009        | Szeged         | Almási Zoltán                | Berkes Ferenc                                | Balogh Csaba                           | Az 1–2. helyezett között holtverseny alakult ki, az érmek sorsát a Sonneborn–Berger-számítás döntötte el. Nyílt bajnokság: 1. Erdős Viktor 2. Bánusz Tamás 3. Portisch Lajos |
| 60  | 2010        | Szeged         | Berkes Ferenc                | Gyimesi Zoltán                               | Medvegy Zoltán                         | A nyílt bajnokságon 1. Fodor Tamás 2. Bérczes Dávid 3. Erdős Viktor |
| 61  | 2011        | Hévíz          | Erdős Viktor                 | Héra Imre                                    | Pap Gyula                              | A 3–4. helyen holtverseny alakult ki, a bronzérem sorsát a Sonneborn–Berger-számítás döntötte el. (4. helyezett Berkes Ferenc lett.) Nyílt bajnokság: 1. Erdős Viktor 2. Varga Zoltán 3. Czebe Attila                                                                                                |
| 62  | 2012        | Hévíz          | Berkes Ferenc                | Bánusz Tamás                                 | Medvegy Zoltán                         | Nyílt bajnokság: 1. Horváth József 2. Horváth Ádám 3. Nagy Gábor[45] |
| 63  | 2013        | Gyula          | Berkes Ferenc                | Horváth Csaba                                | Pap Gyula                              | Nyílt bajnokság: 1. Gonda László 2. Medvegy Zoltán 3. Bérczes Dávid |
| 64  | 2014        | Zalakaros      | Berkes Ferenc                | Erdős Viktor                                 | Rapport Richárd                        | Nyílt bajnokság. A magyar bajnoki cím a svájci rendszerű 33. Zalakaros Sakkfesztivál (egyben Sax Gyula emlékverseny) eredményei alapján dőlt el. A legjobb helyezést elért magyar versenyzők a versenyen elért helyezésük sorrendjében kapták a magyar bajnoki érmeket.[46]                          |
| 65  | 2015        | Zalakaros      | Horváth Ádám                 | Papp Gábor                                   | Berkes Ferenc                          | Nyílt bajnokság. A magyar bajnoki cím a svájci rendszerű 34. Zalakaros Sakkfesztivál (egyben Sax Gyula emlékverseny) eredményei alapján dőlt el.[47] |
| 66  | 2016        | Zalakaros      | Berkes Ferenc                | Bánusz Tamás                                 | Prohászka Péter                        | Nyílt bajnokság. A magyar bajnoki cím a svájci rendszerű 35. Zalakaros Sakkfesztivál (egyben Sax Gyula emlékverseny) eredményei alapján dőlt el.[48] |
| 67  | 2017        | Zalakaros      | Rapport Richárd              | Bánusz Tamás                                 | Papp Gábor                             | Nyílt bajnokság. A magyar bajnoki cím a svájci rendszerű 36. Zalakaros Sakkfesztivál (egyben Sax Gyula emlékverseny) eredményei alapján dőlt el.[49] |
| 68  | 2018        | Budapest       | Berkes Ferenc                | Aczél Gergely                                | Bánusz Tamás                           | Kieséses rendszerű.[50] A 3. helyért rájátszás történt, amelyen Bánusz Tamás legyőzte Gledura Benjámint.[51] |
| 69  | 2019        | Budapest       | Almási Zoltán                | Bánusz Tamás                                 | Erdős Viktor                           | Kieséses rendszerű. A döntőben Almási 2½–1½ arányban nyert. A 3. hely négy rapid játszma eredménye alapján dőlt el, amelyen Erdős Viktor 3–1 arányban legyőzte Ács Pétert.[52] |
| 70  | 2021        | Budapest       | Ács Péter                    | Kántor Gergely                               | Korpa Bence                            | Körmérkőzéses verseny.[53] |
| 71  | 2022        |                |                              |                                              |                                        | |
| 72  | 2023        | Budapest       | Antal Gergely                | Kozák Ádám                                   | Prohászka Péter                        | Meghívásos bajnokság, ahol a férfiak a nőkkel egy mezőnyben versenyeztek. |
| 73  | 2024        | Budapest       | Kozák Ádám                   | Berkes Ferenc                                | Prohászka Péter                        | Nyílt bajnokság |

## Női győztesek és érmesek
| #  | Év          | Helyszín    | Győztes                            | 2. helyezett        | 3. helyezett                  | Megjegyzés |
| -- | ----------- | ----------- | ---------------------------------- | ------------------- | ----------------------------- | --- |
|    | 1942        |             | Lángos Józsa                       |                     |                               | Lángos Józsa visszaemlékezései alapján.[54] |
|    | 1943        |             | Lángos Józsa                       |                     |                               | Lángos Józsa visszaemlékezései alapján.[54] |
|    | 1944        |             | Lángos Józsa                       |                     |                               | Magyar Sakkszövetség Hölgybajnokság. Lángos Józsa visszaemlékezései alapján.[54] |
| 1  | 1947        | Tatabánya   | Lángos Józsa                       | Csáktornyai Lajosné | Csikós Istvánné               | |
|    | 1949        | Tatabánya   | Lángos Józsa                       | Csáktornyai Lajosné | Hitzfeld Ludmilla             | Nem tekintik hivatalos bajnokságnak, annak ellenére, hogy a korabeli lapok is magyar női bajnokságként számoltak be róla.[55] |
| 2  | 1950        | Tatabánya   | Lángos Józsa                       | Ványi Márta         | Finta Erzsébet                | Az 1–2. helyen holtverseny volt, eldöntésére páros mérkőzést játszottak, amelyet Lángos Józsa nyert meg. |
| 3  | 1951        | Budapest    | Lángos Józsa                       | Kertész Béláné      | Dancs Klára Finta Erzsébet    | Az 1–2. helyen holtverseny volt, eldöntésére páros mérkőzést játszottak, amelyet Lángos Józsa nyert meg. A 3–4. helyen előállt holtverseny eldöntéséről nincs információ. |
| 4  | 1952        | Budapest    | Lángos Józsa                       | Kertész Béláné      | Gurszky Lujza Hönsch Irén     | A 3–4. helyen előállt holtversenyben a Sonneborn–Berger-számítás alapján a bronzérmet Gurszky Lujza kapta. |
| 5  | 1953        | Budapest    | Krcsmarik Jolán (Herendi Zoltánné) | Brádt Borbála       | Sinka Brigitta                | A 2–3. helyen előállt holtversenyben a Sonneborn–Berger-számítás alapján az ezüstérmet Brádt Borbála kapta. |
| 6  | 1954        | Budapest    | Kertész Béláné[56]                 | Lángos Józsa        | Brádt Borbála                 | Az élen hármas holtverseny alakult ki, amelynek eldöntésére hármas körmérkőzést rendeztek, az érmek sorsa ez alapján dőlt el. |
| 7  | 1955        | Budapest    | Finta Erzsébet                     | Sinka Brigitta      | Láng Edit                     | A 3–5. helyen előállt holtversenyben a Sonneborn–Berger-számítás alapján az bronzérmet Láng Edit kapta. (4. Honfi Károlyné (Gurszky Lujza),[57] 5. Kertész Béláné) |
| 8  | 1956        | Budapest    | Kertész Béláné                     | Hönsch Irén         | Lángos Józsa                  | Az 1–2. helyen holtverseny volt, eldöntésére páros mérkőzést játszottak, amelyet Kertész Béláné nyert meg. |
| 9  | 1957        | Budapest    | Hönsch Irén                        | Sinka Brigitta      | Kertész Béláné                | |
| 10 | 1958        | Budapest    | Bilek Istvánné[58]                 | Karakas Gyuláné[59] | Finta Erzsébet Lángos Józsa   | A 3–4. helyen előállt holtversenyben a Sonneborn–Berger-számítás alapján a bronzérmet Finta Erzsébet kapta. |
| 11 | 1959        | Budapest    | Sillye Jenőné[60]                  | Honfi Károlyné      | Bilek Istvánné                | |
| 12 | 1960        | Budapest    | Sillye Jenőné                      | Karakas Gyuláné     | Lángos Józsa Honfi Károlyné   | A 3–4. helyen előállt holtversenyben a Sonneborn–Berger-számítás alapján a bronzérmet Lángos Józsa kapta. |
| 13 | 1961        | Budapest    | Honfi Károlyné                     | Bilek Istvánné      | Finta Erzsébet                | |
| 14 | 1962        | Budapest    | Karakas Gyuláné                    | Lángos Józsa        | Gombás Judit Bilek Istvánné   | A 3–4. helyen előállt holtversenyben a Sonneborn–Berger-számítás alapján a bronzérmet Gombás Judit kapta. |
| 15 | 1963        | Budapest    | Bilek Istvánné                     | Honfi Károlyné      | Karakas Gyuláné               | |
| 16 | 1964        | Budapest    | Finta Erzsébet                     | Honfi Károlyné      | Bilek Istvánné                | |
| 17 | 1965        | Budapest    | Karakas Gyuláné                    | Sillye Jenőné       | Bilek Istvánné                | |
| 18 | 1966        | Budapest    | Karakas Gyuláné                    | Bilek Istvánné      | Lángos Józsa                  | A 2–4. helyen előállt holtversenyben a Sonneborn–Berger-számítás alapján az ezüstérmet Bilek Istvánné, a bronzérmet Lángos Józsa kapta. (A 4. helyezett Ivánka Mária lett.) |
| 19 | 1967        | Budapest    | Ivánka Mária                       | Száday Lászlóné[61] | Karakas Gyuláné               | Az élen hármas holtverseny alakult ki, amelynek eldöntésére hármas körmérkőzést rendeztek, az érmek sorsa ez alapján dőlt el. |
| 20 | 1968        | Budapest    | Ivánka Mária                       | Honfi Károlyné      | Száday Lászlóné               | |
| 21 | 1970(1)[62] | Budapest    | Ivánka Mária                       | Karakas Éva[63]     | Verőci Zsuzsa                 | Az 1–2. helyen holtverseny volt, eldöntésére páros mérkőzést játszottak, amelyet Ivánka Mária nyert meg. |
| 22 | 1970(2)     | Budapest    | Ivánka Mária                       | Finta Erzsébet      | Sinka Brigitta                | |
| 23 | 1971        | Budapest    | Ivánka Mária                       | Karakas Éva         | Verőci Zsuzsa                 | A 2–3. helyen előállt holtversenyben a Sonneborn–Berger-számítás alapján az ezüstérmet Karakas Gyuláné kapta. |
| 24 | 1972        | Budapest    | Ivánka Mária                       | Porubszky Mária     | Krizsán Gyuláné[64]           | |
| 25 | 1973        | Budapest    | Verőci Zsuzsa                      | Porubszky Mária     | Ivánka Mária                  | A 2–3. helyen előállt holtversenyben a Sonneborn–Berger-számítás alapján az ezüstérmet Porubszky Mária kapta. |
| 26 | 1974        | Budapest    | Ivánka Mária                       | Verőci Zsuzsa       | Porubszky Mária               | A 2–4. helyen előállt holtversenyben a Sonneborn–Berger-számítás alapján az ezüstérmet Verőci Zsuzsa, a bronzérmet Porubszky Mária kapta. (A 4. helyezett Karakas Éva lett.) |
| 27 | 1975        | Budapest    | Karakas Éva[65]                    | Verőci Zsuzsa       | Porubszky Mária               | |
| 28 | 1976        | Budapest    | Karakas Éva[66]                    | Kas Rita            | Sinka Brigitta                | |
| 29 | 1977        | Budapest    | Verőci Zsuzsa                      | Ivánka Mária        | Makai Zsuzsa                  | |
| 30 | 1978        | Budapest    | Ivánka Mária                       | Porubszky Mária     | Grosch Mária                  | |
| 31 | 1979        | Budapest    | Porubszky Mária                    | Csonkics Tünde      | Grosch Mária                  | Az 1–2. helyen előállt holtversenyt eldöntő párosmérkőzést, amely első két játszmáját Zalaegerszegen, második két játszmáját Budapesten bonyolították le 1980-ban, Porubszky 3–1-re nyert, ezzel övé lett a bajnoki aranyérem.[67] A 3–5. helyen előállt holtversenyben a Sonneborn–Berger-számítás alapján a bronzérmet Grosch Mária kapta. (A 4. helyezett Kovács Márta, az 5. Makai Zsuzsa lett.) |
| 32 | 1980        | Budapest    | Makai Zsuzsa[68]                   | Kovács Márta        | Karakas Éva                   | A 2–5. helyen előállt holtversenyben a Sonneborn–Berger-számítás alapján az ezüstérmet Kovács Márta, a bronzérmet Karakas Éva kapta. (A 4. helyezett Keresztúri Sára, az 5. Grosch Mária lett.) |
| 33 | 1981        | Budapest    | Csonkics Tünde                     | Porubszky Mária     | Grosch Mária                  | Az 1–2. helyen előállt holtversenyt eldöntő négyjátszmás párosmérkőzés után (2,5-1,5) Csonkics kapta a bajnoki aranyat.[69] |
| 34 | 1982        | Budapest    | Kurucsai Ilona[70]                 | Kovács Márta        | Mádl Ildikó                   | |
| 35 | 1983        | Budapest    | Verőci Zsuzsa                      | Kas Rita            | Mádl Ildikó                   | 1. női szuperbajnokság Nyílt bajnokság: 1. Csom Etelka 2. Forgó Éva |
|    | 1984        |             |                                    |                     |                               | Csak nyílt bajnokságot rendeztek, amelyet Forgó Éva nyert meg. |
| 36 | 1985        | Budapest    | Mádl Ildikó[71]                    | Porubszky Mária     | Csonkics Tünde                | 2. női szuperbajnokság Nemzetközi körverseny Alföldy László emlékére, amelyet a szovjet Jelena Ahmilovszkaja nyert meg, Mádl Ildikó legjobb magyarként nyerte a szuperbajnoki címet. Nyílt bajnokság: 1. Sziva Erika |
| 37 | 1986        | Budapest    | Ivánka Mária                       | Grosch Mária        | Csonkics Tünde                | Az 1–2. helyen holtversenyben végzettek között a több győzelem döntött, ezzel Ivánka Mária szerezte meg az aranyérmet. |
| 38 | 1988        | Budapest    | Sziva Erika[72]                    | Velvárt Péterné     | Forgó Éva                     | A 2–4. helyen holtversenyben végzett versenyző körmérkőzésen döntötték el a helyezéseket, mely alapján az ezüstérmet Velvárt Péterné (Csatári Mariann), a bronzérmet Forgó Éva kapta. (A 4. helyezett Keresztúri Sára lett.) |
| 39 | 1990        | Győr        | Mádl Ildikó                        | Ivánka Mária        | Forgó Éva                     | |
| 40 | 1991        | Budapest    | Mádl Ildikó                        | Horváth Júlia       | Porubszky Mária               | |
| 41 | 1992        | Budapest    | Zimmersmann Rita[73]               | Forgó Éva           | Lendvai Noémi                 | |
| 42 | 1993        | Gyula       | Mádl Ildikó                        | Horváth Júlia       | Verőci Zsuzsa                 | A 2-3. helyezett azonos pontszámot ért el. Az egymás elleni eredménye döntetlen lett, a több győzelem és Sonneborn–Berger-számítás is Horváth Júliának kedvezett. |
|    | 1994        |             |                                    |                     |                               | Csak nyílt bajnokságot rendeztek, amelyet Medvegy Nóra nyert meg. |
| 43 | 1995(1)[74] | Budapest    | Forgó Éva                          | Csonkics Tünde      | Lakos Nikoletta Horváth Júlia | A 3–4. helyen előállt holtversenyt nem döntötték el. |
| 44 | 1995        | Eger        | Medvegy Nóra                       | Mádl Ildikó         | Szőnyi Kata                   | |
| 45 | 1996        | Budapest    | Grábics Mónika                     | Gara Anita          | Medvegy Nóra                  | A 3–4. helyen előállt holtversenyben a Sonneborn–Berger-számítás alapján a bronzérmet Medvegy Nóra kapta. (A 4. helyezett Porubszky Mária lett.) |
| 46 | 1997        | Budapest    | Lakos Nikoletta                    | Mádl Ildikó         | Medvegy Nóra                  | A 2–3. helyen előállt holtversenyben a Sonneborn–Berger-számítás alapján az ezüstérmet Mádl Ildikó kapta. |
| 47 | 1999        | Lillafüred  | Medvegy Nóra                       | Mádl Ildikó         | Gara Anita                    | Az 1–2. és a 3–6. helyen előállt holtverseny eldöntésére először a Sonneborn–Berger-számítást, másodszor a jobb teljesítményértéket vették alapul.[75] Ezek alapján Medvegy Nóra nyerte az aranyérmet és Gara Anita lett a 3. helyezett. (A 4. Lakos Nikoletta, az 5. Horváth Júlia, a 6. Grábics Mónika)                                                                                            |
| 48 | 2000        | Budapest    | Gara Anita                         | Lakos Nikoletta     | Dembo Jelena                  | A 3–5. helyen előállt holtversenyben a Sonneborn–Berger-számítás alapján a bronzérmet Dembo Jelena kapta. (4. Medvegy Nóra, 5. Vajda Szidónia)[76] |
| 49 | 2001        | Budapest    | Gara Anita                         | Göcző Melinda       | Dembo Jelena                  | A 2–6. helyen előállt holtversenyben a Sonneborn–Berger-számítás alapján az ezüstérmet Göcző Melinda, a bronzérmet Dembo Jelena kapta. (A 4. helyezett Horváth Júlia, az 5. Grábics Mónika, a 6. Tóth Lili lett.)[77] |
| 50 | 2002        | Budapest    | Lakos Nikoletta                    | Vajda Szidónia      | Medvegy Nóra                  | A holtversenyek eldöntésére a Sonneborn–Berger-számítást vették alapul. Azonos Sonneborn-Berger érték esetén a jobb teljesítményérték döntött. Ezek alapján Lakos Nikoletta nyerte az aranyérmet és Medvegy Nóra lett a 3. helyezett. (A 4. helyen Dembo Jelena végzett.) |
| 51 | 2003        | Budapest    | Dembo Jelena                       | Medvegy Nóra        | Vajda Szidónia                | |
| 52 | 2004        | Budapest    | Vajda Szidónia                     | Lakos Nikoletta     | Gara Anita                    | |
| 53 | 2005        | Szeged      | Lakos Nikoletta                    | Mádl Ildikó         | Schneider Veronika            | |
| 54 | 2006        | Szeged      | Gara Tícia                         | Schneider Veronika  | Mádl Ildikó                   | Nemzetközi nyílt verseny volt, Gara Tícia a legjobb magyarként nyerte a bajnoki címet. |
| 55 | 2007        | Budapest    | Gara Tícia                         | Medvegy Nóra        | Ignácz Mária                  | Kieséses rendszerű verseny volt. A 3. helyért lejátszott mérkőzést Ignácz Mária nyerte meg Mádl Ildikó ellen, aki így 4. lett. |
| 56 | 2008        | Visegrád    | Rudolf Anna                        | Schneider Veronika  | Ignácz Mária                  | Kieséses rendszerű verseny volt. A 3. helyért lejátszott mérkőzést Ignácz Mária nyerte meg Tóth Lili ellen, aki így 4. lett. |
| 57 | 2009        | Eger        | Gara Anita                         | Gara Tícia          | Papp Petra                    | Az 1–2. helyen a holtversenyt a több győzelem döntötte el.[78][79] A 3–4. helyen is holtverseny volt, köztük a Sonneborn–Berger-számítás döntött. (A 4. helyen Medvegy Nóra végzett.) |
| 58 | 2010        | Nagykanizsa | Rudolf Anna                        | Tóth Lili           | Göcző Melinda                 | Kanizsa Kupa. A 2–3. helyen előállt holtversenyben a Sonneborn–Berger-számítás alapján az ezüstérmet Tóth Lili, a bronzérmet Göcző Melinda kapta. |
| 59 | 2011        | Szeged      | Rudolf Anna                        | Schneider Veronika  | Gara Tícia                    | Szeged Kupa. Az első három versenyző között holtverseny alakult ki. A helyezések elsőként a több győzelem, másodikként a Sonneborn–Berger-számítás alapján kerültek megállapításra. |
| 60 | 2012        | Kisvárda    | Papp Petra                         | Gara Tícia          | Dudás Eszter                  | A 2–3. helyen előállt holtversenyben a Sonneborn–Berger-számítás alapján az ezüstérmet Gara Tícia, a bronzérmet Dudás Eszter kapta. |
| 61 | 2013        | Hévíz       | Gara Anita                         | Papp Petra          | Rudolf Anna                   | |
| 62 | 2014        | Zalakaros   | Mádl Ildikó[46]                    | Hoang Thanh Trang   | Gara Tícia                    | Az azonos pontszámot elért versenyzők között a Buchholz-számítás alapján osztották el a helyezéseket. |
| 63 | 2015        | Budapest    | Vajda Szidónia                     | Havanecz Bianka     | Gara Anita                    | Duna Kupa, amely egyben Magyar Női (Nyílt) Bajnokság.[80] A versenyen férfiak is játszhattak. Összességében Czebe Attila lett a győztes.[81] Az azonos pontszámot elért versenyzők között a Buchholz-számítás alapján osztották el a helyezéseket. |
| 64 | 2016        | Mándok      | Gara Anita                         | Gara Tícia          | Marjanovics Annamária         | [82] [83] |
| 65 | 2017        | Zalakaros   | Gara Anita                         | Vajda Szidónia      | Havanecz Bianka               | Magyar Nyílt bajnokság. A magyar bajnoki cím a 36. Zalakaros Sakkfesztivál főcsoportjának (Sax Gyula emlékverseny) eredményei alapján dőlt el.[49] |
| 66 | 2018        | Budapest    | Havanecz Bianka                    | Gál Hanna Krisztina | Varga Klára                   | Körmérkőzéses verseny.[84] |
| 67 | 2019        | Budapest    | Gara Tícia                         | Vajda Szidónia      | Papp Petra                    | Körmérkőzéses verseny. A döntőben Gara Tícia a rájátszás után 5–3 arányban győzött. A 3. hely sorsa a négy rapid játszma utáni rájátszásban dőlt el, amikor Papp Petra két villámjátszmában győzte le 4–2 arányban Gara Anitát.[52] |
| 68 | 2021        | Budapest    | Terbe Zsuzsanna                    | Gara Anita          | Terbe Julianna                | Körmérkőzéses verseny.[53] |
| 69 | 2022        | Budapest    | Terbe Zsuzsanna                    | Terbe Julianna      | Iván-Gál Hanna Krisztina      | Körmérkőzéses verseny.[85] |
| 70 | 2023        | Budapest    | Gaál Zsóka                         | Terbe Julianna      | Mihók-Juhász Barbara          | Meghívásos bajnokság, ahol a férfiak a nőkkel egy mezőnyben versenyeztek.[86] |
| 71 | 2024        | Budapest    | Vajda Szidónia                     | Karácsonyi Kata     | Hoang Thanh Trang             | |

## Magyar Levelező Sakk Bajnokság
A Magyar Sakkszövetség Levelezési Bizottsága ilyen módozatú versenyeket szervez.
Barcza Gedeon megnyerte az 1941 és 1942 között megrendezett első magyar levelező sakk bajnokságot.
Emlékezzünk az összes bajnok nevére:
1. Barcza Gedeon (1941-1942)
2. Gonda József (1947-1949)[88]
3. Dalkó Nándor (1951-1952)
4. Dalkó Nándor (1953-1955)
5. Haág Ervin (1955-1958)
6. Balogh János (1960-1962)
7. Máté Zsolt (1963-1964)

1. Spindler Antal (1965-1967)[89]
2. Schartner Ágoston (1966-1969)[90]
3. Szántó István (1968-1969)[91]
4. Czrenner Károly (1970-1971)[92]
5. Tóth László (1971-1972)[93][94]
6. Veress Róbert (1972-1973)[95]
7. Glatt Gábor (1973-1975)[96]
8. Fábri Ferenc (1974-1976)[97]
9. Fábri Ferenc (1975-1977)[98]
10. Mika János (1977-1979)[99]
11. Müllner Imre (1978-1980)[100]
12. Fodor Mihály (1979-1981)[101]
13. Müllner Imre (1980-1982)[102]
14. Veress Róbert (1981-1983)[103]
15. Fábri Ferenc (1982-1984)[104]
16. Mihálkó József (1983-1985)[105]
17. Nagy Róbert (1984-1986)
18. Szabó Béla (1985-1987)
19. Müllner Imre (1986-1988)
20. Kiss Attila (1987-1989)
21. Salánki Endre (1988-1989)
22. Blasovszky István (1989-1990)
23. Gosztola István (1989-1991)
24. Sinka István (1990-1992)
25. Gosztola István (1991-1993)
26. Gosztola István (1992-1994)
27. Varga László (1993-1995)
28. Sinka István (1995-1997)
29. Trager Miklós (1996-1998)
30. Sinka István (1998-2000)
31. Szücs Csaba (1999-2001)
32. Percze János (2003-2006)  [106]

Magyar sakkbajnokság e-mailben
- I. Farkas Zsolt (2003-2005)
- II. Mágó Zsolt )2005-2007) [107]
- III.  Mágó Zsolt (2005-2007) [108]
- IV: Szabó Vilmos (2007-2008)  [109]

Női levelezési sakkbajnokság
1. Karakas Éva (1968)